# Тара Ліпінські
Тара Ліпінські (англ. Tara Lipinski, 10 червня 1982) — американська фігуристка, олімпійська чемпіонка.

## Виступи на Олімпіадах
| Олімпіада   | Дисципліна       | Місце |
| ----------- | ---------------- | ----- |
| Нагано 1998 | одиночний розряд | 1     |